# Dictature militaire de l'Uruguay
1973–1985
La dictature militaire de l'Uruguay commença avec le coup d'État du 27 juin 1973. Après l'échec du plébiscite de 1980, les militaires entamèrent une relative ouverture politique, qui conduit finalement aux premières élections démocratiques (en) en 1984.
Avec un prisonnier politique pour 450 habitants, soit environ « 6 000 détenus » – certaines ONG parlent de 15 000 détenus –, dont au moins 67 enfants, dans un pays de moins de 3 millions d'habitants, l'Uruguay a connu sous ce régime, qui a participé à la « guerre sale » généralisée sur le continent, une des pires répressions politiques au monde. Cent seize morts (assassinés, morts en détention et « suicides ») et cent soixante-douze disparitions forcées (la dernière en 1984) ont été recensés jusqu'à présent. La torture, généralisée, s'appliquait aussi aux enfants et aux femmes enceintes. Tout comme en Argentine, il y eut des bébés volés aux prisonniers politiques et adoptés par les familles des militaires et des policiers (dont celui de la belle-fille du poète argentin Juan Gelman).

## La montée des militaires
La montée des militaires et de la répression précéda toutefois le coup d'État et commença dès les medidas prontas de seguridad (es), des mesures d'exception proclamées à partir de juin 1968 par le gouvernement colorado de Jorge Pacheco Areco, qui établissaient la censure et permettaient la détention sans inculpation. À partir de juin 1970, la guérilla des Tupamaros fut soumise aux tribunaux militaires, tandis que les escadrons de la mort ont ainsi agi, sous l'autorité de l'État, dès avant les élections de novembre 1971, lorsque le Front large (coalition de gauche) s'est présenté. Le premier cas d'un enfant fait prisonnier politique a été enregistré dès 1970, le dernier en 1976.
Après les élections, entachée de fraudes organisées par la dictature brésilienne et sous l'œil du président Nixon, qui mirent au pouvoir le dauphin de Pacheco, Juan María Bordaberry, celui-ci poursuivit la politique répressive de son prédécesseur, tout en démantelant l'appareil de contrôle des prix et des salaires qu'il avait mis en place. Cette libéralisation de l'économie relança l'inflation à un taux annuel de 100 %. En février 1973, Bordaberry tenta de reprendre le contrôle sur l'armée en essayant de changer de ministre de la Défense, mais l'accord de Boiso Lanza (es) le soumit à un Conseil de sécurité nationale. Le général pro-nazi[réf. nécessaire] Mario Aguerrondo, fondateur de la Loge des lieutenants d'Artigas dont un grand nombre des membres furent nommés généraux sous la dictature, fut l'un des adversaires majeurs de Bordaberry lors de cette crise.

## Bordaberry

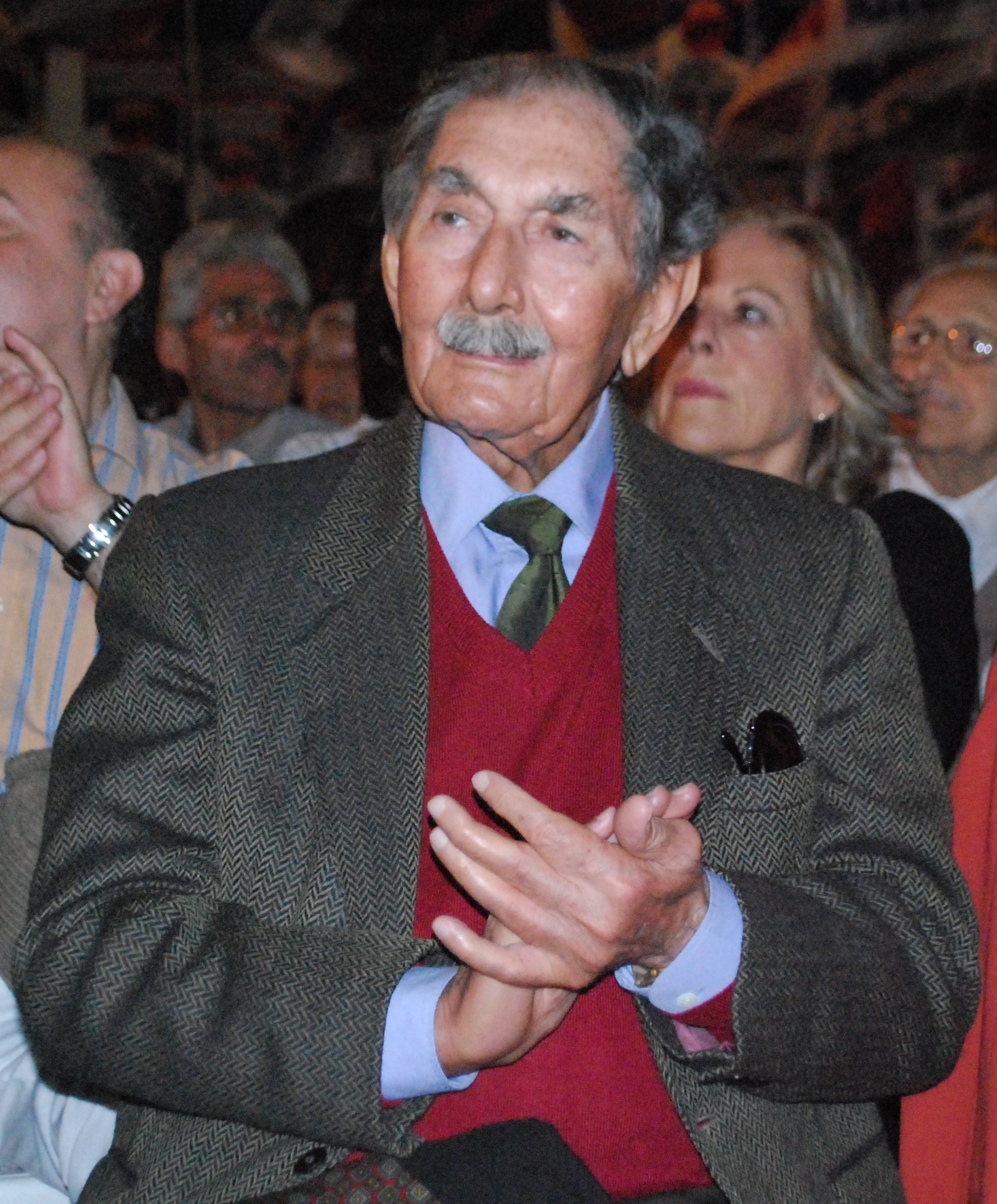
Le général Víctor Licandro (ici en 2009), une des figures du Front large, incarcéré durant toute la dictature avec le général Seregni.

Le 27 juin 1973, l'armée dissout le Congrès et le remplace par un Conseil de l'État, tout en maintenant Juan María Bordaberry (Parti colorado) dans ses fonctions. Ce dernier suspend la Constitution et établit un régime dictatorial sous haute surveillance de l'armée, s'auto-proclamant Proceso de reconstrucción nacional (« Processus de reconstruction nationale » ; un terme analogue fut adopté par la junte argentine de 1976-1983). Le 30 juin 1973, la confédération syndicale de la CNT fut dissoute, ce qui ne l'empêcha pas de proclamer une grève générale, qui échoua à empêcher le putsch. Le général Seregni, président du Front large, est arrêté et incarcéré dans les jours qui suivent, aux côtés du général Víctor Licandro et d'un colonel, qui ne seront libérés qu'au début des années 1980.
Ainsi, les services de sécurité uruguayens coopéraient avec leurs homologues latino-américains dans ce qui sera formalisé, en novembre 1975, sous le nom d'opération Condor. De nombreux opposants politiques uruguayens furent ainsi assassinés en Argentine, y compris avant le coup d'État de mars 1976 ; le sous-chef de la police fédérale argentine, Alberto Villar, par ailleurs cofondateur de la Triple A, était ainsi leur correspondant en Argentine. Après mars 1976, les opposants uruguayens passèrent par le centre clandestin de détention Automotores Orletti et le garage El Olimpo avant d'être assassinés en Uruguay. 76 cas de disparitions forcées d'Uruguayens ont ainsi été répertoriés en Argentine et en Uruguay en 1976, 56 l'année suivante.
Par ailleurs, la direction de la guérilla des Tupamaros (MLN-T), hommes et femmes (jusqu'en 1976 pour ces dernières), est maintenue en otage dans des casernes militaires, prête à être exécutée à toute action de la guérilla. Outre les Tupamaros, les militants du Front large en général font l'objet de la répression politique.
Entre le 27 juin 1973 et décembre 1973, 196 personnes furent arrêtées et inculpées de « subversion » ; 432 en 1974 ; 320 en 1977, etc. Cent syndicalistes furent arrêtés en 1977. Les femmes prisonnières politiques sont souvent violées pendant leur détention.
Le régime libéralise massivement l’économie et s'attaque au « coût du travail », décrit comme excessif.

### Censure et exil

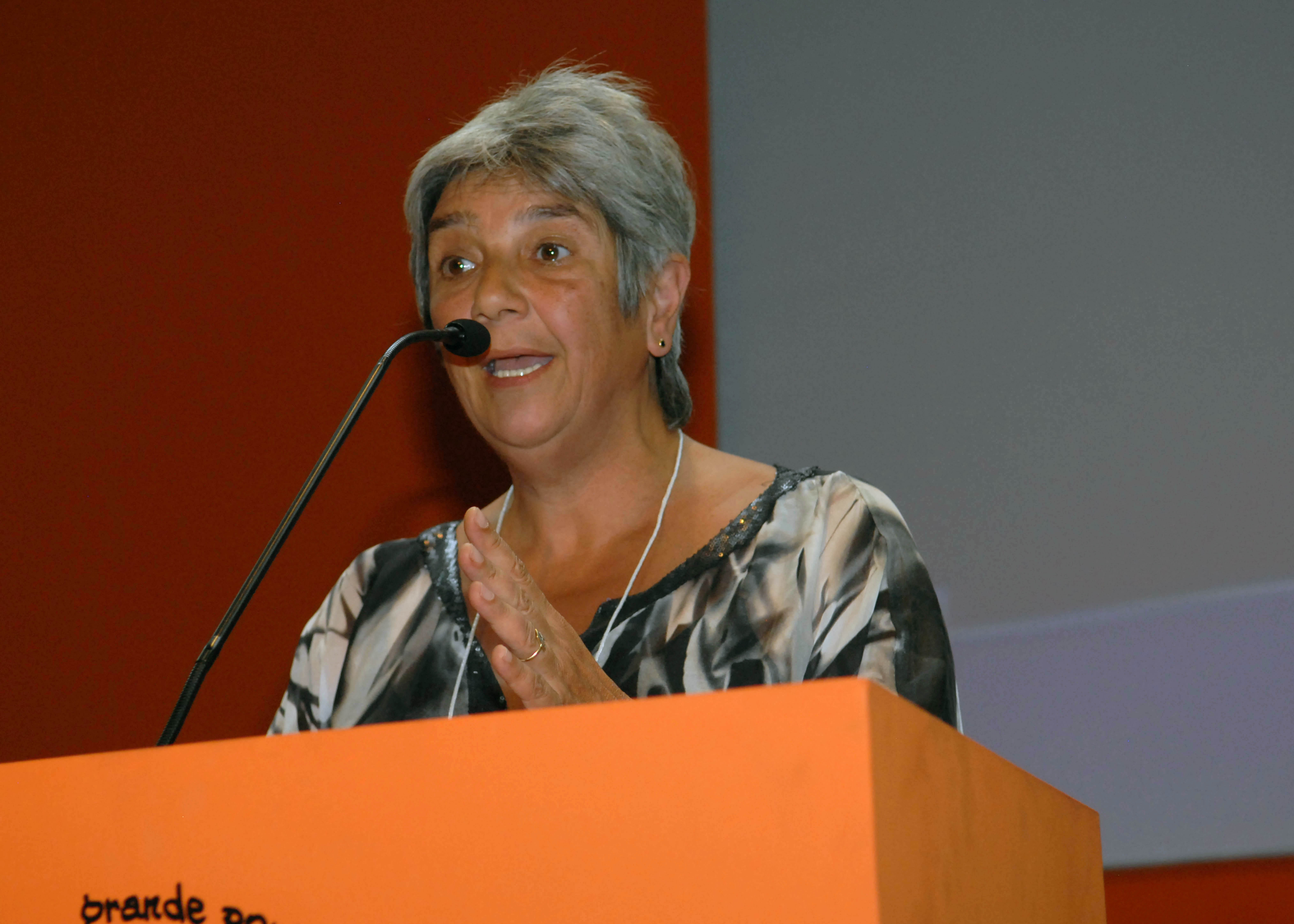
Lilián Celiberti, qui fut emprisonnée avec son mari plusieurs années après avoir été enlevée au Brésil par des militaires uruguayens avec la complicité de la junte brésilienne. Ici au Forum social mondial de Porto Alegre, 2010.

Bordaberry généralise aussi la censure, déjà mise en œuvre sous Jorge Pacheco Areco depuis les medidas prontas de seguridad (es) de juin 1968, en éliminant des bibliothèques nombre de livres d'auteurs tels que Juan Carlos Onetti (emprisonné en 1974 puis expulsé pour avoir participé à un jury organisé par l'hebdo Marcha), Mario Benedetti, Federico García Lorca, Pablo Neruda, Antonio Machado, ou Brecht et Freud.
Le carnaval de Montevideo, les concerts et les spectacles étaient l'objet d'une commission de censure, tandis que de nombreux artistes furent proscrits, arrêtés et/ou expulsés, dont les chanteurs Alfredo Zitarrosa, Aníbal Sampayo, Daniel Viglietti, Joan Manuel Serrat, l'actrice China Zorrilla, le dramaturge Atahualpa del Cioppo (es), etc. ; et allant jusqu'à interdire les cassettes du chanteur de tango Carlos Gardel, ses textes évoquant trop le monde ouvrier, ou encore Le Parrain II de Coppola, en raison des scènes tournées à Cuba, Jesus Christ Superstar ou Vivre libre. Le Centre jésuite de Juan Luis Segundo, un théologien de la libération, fut fermé, sa revue étant censurée dès 1974.
Cela conduisit nombre d'artistes et d'intellectuels à s'exiler (voir exilés uruguayens). L'ambassade mexicaine hébergea ainsi, entre 1975 et 1976, 300 candidats à l'asile politique. Ce sont au total 500 000 Uruguayens qui connaitront l'exil.

### L'assassinat de Michelini et de Gutiérrez et la constitution en exil d'un Front anti-dictatorial
En mai 1976, les parlementaires Zelmar Michelini et Héctor Gutiérrez Ruiz furent assassinés à Buenos Aires, en même temps qu'un communiste et deux Tupamaros, dans une opération conjointe des services uruguayens et argentins. L'assassinat, présenté comme une « vengeance » des Tupamaros à l'égard des « traîtres », visait à empêcher la constitution d'un front commun contre la dictature, l'Union artiguiste de libération (UAL), qui intégrait depuis 1974 la fraction Nuevo Tiempo du MLN-T avec le fondateur de l'Union populaire (prédécesseur du Front large) Enrique Erro, Michelini, les Groupes d'action unificatrice (GAU) et l'Agrupación de Militantes Socialistas (AMS).
Erro fut arrêté par le régime d'Isabel Perón (droite péroniste), apprenant en prison l'assassinat de Michelini et Gutiérrez, puis expulsé en novembre 1976. Exilé en Europe, il signa en 1977, aux côtés d'Hugo Cores (Parti pour la victoire du peuple, PVP), de José Díaz et d'Enrique Rodríguez, l'appel visant à créer un Front antidictatorial afin d'unir toutes les forces de la diaspora uruguayenne contre la dictature.

### L'opération Morgan (1975-1984)
D'octobre 1975 à juin 1976, le Parti communiste uruguayen (PCU) et le Parti pour la victoire du peuple (PVP) ont été visés par l'« opération Morgan », qui ciblait les militants communistes présents en Uruguay et en Argentine. Dirigée au début par la DNII, elle fut mise en œuvre par l'OCOA et la division no 1 de l'armée, commandée par le général Esteban Cristi. Toutes les parties de l'armée ainsi que la police y participèrent, le commandement en chef étant pleinement informé. 
Cette opération fit de nombreuses victimes. Des centaines de militants furent arrêtés et transférés dans des centres clandestins de détention, comme les 300 Carlos, la Tablada ou la Base Aérienne Capitaine Juan Manuel Boiso Lanza, où ils étaient interrogés et torturés. L'enseignante Elena Quinteros fut par exemple séquestrée et assassinée dans le cadre de cette opération, après son enlèvement le 26 juin 1976. On peut également citer le militant syndicaliste et communiste Omar Paitta, enlevé en 1981 et mort à la suite des tortures subies au centre de détention de La Tablada. Au total, l'opération Morgan, dont des aspects continuèrent jusqu'en 1984, aboutit à la torture de milliers de détenus, y compris des mineurs, à 23 disparitions forcées, 23 morts au cours de torture, un assassinat en Argentine (Raúl Feldman, tué lors d'une opération de la Triple A) et 6 décès en prison.
L'opération Morgan se poursuivait en surveillance généralisée (« centres de travail, coopératives, facultés, lycées, clubs sportifs, centres culturels, groupes de réflexion catholiques et centres artistiques », selon un rapport récent). Les prêches des églises et les usagers des bibliothèques étaient ainsi espionnés.
La confédération syndicale CNT et la FEUU (Fédération des étudiants universitaires d'Uruguay (es)) furent aussi sujets à cette surveillance accompagnée d'arrestations et de torture. L'opération Morgan connut cinq grandes phases d'activités (octobre 1975-juin 1976 ; mai-septembre 1977 ; février-mars 1979 ; fin 1981-début 1982 et juin 1983), la première disparition forcée ayant lieu en 1974 et la dernière en 1984.

## Demicheli et Méndez
Le 12 juin 1976, Bordaberry est renversé par Alberto Demicheli, président du Conseil de l'État qui est lui-même écarté par Aparicio Méndez le 1er septembre de la même année.
En 1980, l'armée souhaite se légitimer en organisant un plébiscite visant à réformer la Constitution, lequel est rejeté par 57,2 % de la population le 30 novembre 1980, ce qui marque un tournant dans la vie politique du pays. La réforme constitutionnelle était approuvée par l'Union colorada et battliste (es) de Pacheco Areco, ce qui lui coûta des voix aux élections primaires de 1982 au sein du Parti colorado.

## La transition démocratique

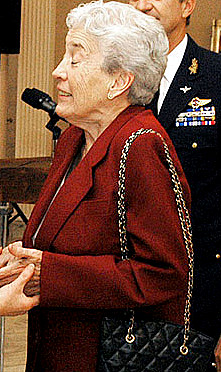
Azucena Berruti, avocate socialiste qui entama une grève de la faim en 1983. Ici, le 10 mars 2007, en tant que ministre de la Défense du gouvernement Vázquez.

Gregorio Álvarez Armelino prend le pouvoir le 12 octobre 1981 et a lentement repris le dialogue avec les partis politiques, organisant une transition démocratique tout en continuant à réprimer les mouvements sociaux (la dernière disparition forcée datant de 1984).
Des élections internes furent organisées en 1982 dans les partis autorisés (colorado, blanco et Union civique), et remportées par les secteurs de l'opposition à la dictature. Les syndicats clandestins se sont réorganisés, formant la PIT, puis, le 12 novembre 1983, les principales forces politiques du pays (colorados et blancos) ainsi que le Front large et l'Union civique organisèrent l'Acte de l'Obélisque (es), manifestation rassemblant 400 000 personnes à Montevideo et des milliers en province, en vue de réclamer l'organisation d'élections libres. Les mobilisations en faveur des droits de l'homme grandissaient, avec la participation active du SERPAJ, auquel appartenait l'avocate socialiste Azucena Berruti. Contre l'avis du Parti colorado, dont son chef Julio María Sanguinetti, la confédération syndicale PIT organisa, avec le SERPAJ, la fédération de coopératives Fucvam (Federacíon Uruguay de Cooperativas de Viviendas por Ayuda Mutua) et le syndicat étudiant de l'Asceep (Asociación Social y Cultural de Estudiantes de la Enseñanza Pública) une grève générale le 18 janvier 1984 pour réclamer le retour de la démocratie, ce qui mena à une tentative du régime de dissoudre la PIT par décret.
Après des négociations secrètes entre les partis autorisés et les militaires, le pacte du Club Naval (es) du 3 août 1984 ouvrit la voie aux élections de novembre 1984 (es), remportées par le candidat colorado, Julio María Sanguinetti, élu avec un peu plus de 31 % des voix, contre 29 % pour Alberto Zumarán (es) (blanco) et 21 % pour Juan José Crottogini (es) (Front large). Le président du Front large, Líber Seregni, ainsi que le blanco Wilson Ferreira (es) n'avaient pas eu le droit de se présenter. L'autre candidat colorado, Pacheco Areco, eut moins d'un quart des voix au sein du Parti colorado, contre plus de 75 % pour María Sanguinetti (voir ley de lemas). Sanguinetti avait assuré aux militaires que même les plus hauts responsables ne seraient pas poursuivis.
Le Conseil de sécurité nationale (es) fut abrogé en avril 1986. Une loi d'amnistie fut votée en décembre 1986, et confirmée lors d'un référendum pour son abrogation, d'abord en 1989 puis lors des élections générales de 2009. Celle-ci subordonne toute poursuite judiciaire à l'autorisation de l'exécutif.
L'armée est restée influente sur la scène politique jusqu'aux années 2000, et certains secteurs (Arsenio Bargo, les généraux Manuel Fernández, Núñez, Luis Abraham et Yamandú Sequeira) continuent à revendiquer la dictature voire la mémoire du général fascisant Mario Oscar Aguerrondo, fondateur de la loge clandestine d'extrême-droite des Lieutenants d'Artigas.

## Les procès
Ce n'est qu'avec l'arrivée de la gauche au pouvoir, lors de l'élection à la présidence, en 2004, de Tabaré Vazquez (PS-Front large), que l'exécutif autorisa les poursuites contre les militaires impliqués dans les violations des droits de l'homme. Par ailleurs, le gouvernement Vazquez a engagé une équipe d'anthropologues et de légistes et a ordonné en novembre 2005 à l'armée de coopérer dans la recherche des desaparecidos. Toutefois, en raison du silence voire des indications erronées données par les militaires, seuls deux corps sur une centaine de desaparecidos ont pu être exhumés durant le mandat de Vazquez.
En revanche, plusieurs hauts militaires ont été condamnés. Ainsi, le général Álvarez a été condamné en octobre 2009 à 25 ans de prison pour disparitions forcées et assassinats. Un mois plus tard, le photographe de la police Nelson Bardesio et Pedro Freitas ont été condamnés pour l'assassinat en août 1971 de l'étudiant Héctor Castagnetto, l'arrêt reconnaissant que les escadrons de la mort dont ils faisaient partie agissaient sous la responsabilité des gouvernements constitutionnels de l'époque, d'abord celui de Jorge Pacheco Areco puis celui de Bordaberry. montra que leur groupe était lié au sous-commissaire de police Hugo Campos Hermida (en), qui aurait participé à l'assassinat, en mai 1976, des parlementaires Zelmar Michelini et Héctor Gutiérrez à Buenos Aires, ainsi qu'à la disparition forcée des nièces du poète argentin Juan Gelman.
Le chef du SID (Service d'intelligence de la Défense), le colonel Rodríguez Buratti, s'est suicidé en 2006, mettant un terme à son procès pour la disparition forcée d'Adalberto Soba, militant du Parti pour la victoire du peuple (PVP). Toutefois, d'autres membres du SID, dont le colonel José Nino Gavazzo, chef de la branche uruguayenne de l'opération Condor, et également impliqué dans la disparition de la belle-fille de Juan Gelman, a été condamné dans le cadre du procès sur le second vol, qui désigne le transfert illégal de détenus du centre clandestin de détention du garage Orletti en Argentine vers le centre de la SID, en Uruguay (situé sur les actuels locaux du Centro de Altos Estudios Nacionales du Ministère de la Défense (es)).
En 2006, l'ex-dictateur Juan María Bordaberry a été inculpé et mis en détention provisoire, étant accusé d'« attentat à la Constitution (es) » ainsi que de crimes contre l'humanité, étant le responsable présumé, avec le chancelier Juan Carlos Blanco Estradé (es)(es), également inculpé, des disparitions forcées et de la torture de milliers d'opposants. Les deux font l'objet d'enquêtes concernant l'assassinat de Michelini et d'Héctor Gutiérrez ainsi que des Tupamaros Rosario Barredo et William Whitelaw et du militant communiste assassinés en 1976. En décembre 2006, un autre magistrat l'a aussi inculpé de la disparition forcée d'une dizaine de personnes (crime imprescriptible). Bordaberry a depuis bénéficié d'une assignation à résidence.

## Sources
- Investigación histórica sobre la dictadura y el terrorismo de Estado en el Uruguay (1973-1985) (dir. Álvaro Rico, étude de l'Université de la République la plus récente).